# Sky Group
Sky Group Limited, comunemente abbreviato in Sky, è un conglomerato, leader in Europa nel settore delle telecomunicazioni. Opera in gran parte dell'Europa occidentale, comprendendo, oltre all'Italia, Regno Unito, Irlanda, Germania, Austria, Svizzera, Città del Vaticano e San Marino.
Fondata il 25 aprile 1988 dal magnate Rupert Murdoch, dall'ottobre 2018 è controllata dal gruppo americano Comcast.
L'azienda, con sede ad Isleworth, nel 2018 è il più grande operatore di pay TV in Europa per fatturato, bacino d'utenza (oltre 23 milioni) e dipendenti (più di 30.000). I canali in HD sono 72 con oltre 190 canali tematici.
Il CEO del gruppo è Jeremy Darroch.

## Storia

### 1988-1994: Origini
Nel 1990, per Sky Television plc e British Satellite Broadcasting, iniziò la lotta per la sopravvivenza a seguito di gravi perdite finanziarie e nel novembre di quell'anno le compagnie decisero di fondersi, operando come British Sky Broadcasting (BSkyB), ma pubblicizzato come Sky.
Marco Polo House venne venduta e i canali British Satellite Broadcasting vennero rimossi in favore di Sky. La fusione delle compagnie salvò così Sky finanziariamente.

### 1991-oggi: L'offerta aumenta
Le trasmissioni attraverso il satellite SES Astra cominciarono nel 1989 con il lancio di Astra 1A. Sky Television plc fu il primo cliente di Astra e affittò quattro trasponder sul suo primo satellite. Con il lancio di altri satelliti da parte di Astra dal 1991, Sky fu in grado di espandere i suoi servizi e di aumentare il numero di canali in rapida successione (i satelliti Astra erano tutti co-localizzati a Est, cosicché potessero essere ricevuti utilizzando la stessa parabola).

### 1997: Sky con Microsoft
Nel 1997, Sky fece un contratto con Microsoft per la funzione di Active Channels su Windows 98 (era disponibile solo in Gran Bretagna).

## Informazioni aziendali

### Gestione
Il primo CEO di Sky fu Sam Chisholm, già CEO di SKY TV prima della fusione. Fu seguito da Mark Booth che condusse la società verso l'introduzione di Sky Digital. Tony Ball fu nominato nel 1999 e convertì il servizio analogico della compagnia verso il digitale. Questi è accreditato per aver fatto ritornare la società a trarre profitto e per aver portato il numero degli abbonati a livelli record. Nel 2003, Ball annunciò le sue dimissioni e James Murdoch, figlio di Rupert Murdoch, fu annunciato come il suo successore. Questo provocò, da parte degli azionisti, contestazioni riguardo ad un presunto nepotismo ed anarchismo cioè facendo favori agli altri e dettando le altre tv alle sue condizioni.
Il 7 dicembre 2007 venne annunciato che Rupert Murdoch si sarebbe dimesso dal ruolo di presidente del consiglio di amministrazione e che sarebbe stato sostituito da suo figlio James. Venne così a sua volta annunciato che James sarebbe stato sostituito da Jeremy Darroch dalla carica di amministratore delegato.
Il 15 giugno 2010, News Corporation fece un'offerta pubblica di acquisto di Sky, che desiderava acquisire il restante 61% delle azioni possedute da altri azionisti a 700p per azione, tuttavia, questa venne respinta.
Il 4 aprile 2012 James Murdoch si dimette da CEO.
Nel 2017 Comcast avvia le trattative per la possibile acquisizione di Sky come controfferta rispetto alla proposta presentata da 20th Century Studios. Si tratta inizialmente di un'operazione da 22 miliardi di sterline (circa 25 miliardi di euro) che nel giugno 2018 ha ottenuto il sì dell'Antitrust UE che nell'aprile 2017 aveva dato anche il via libera all'offerta concorrente. Il 22 settembre 2018, con un'offerta da 30,6 miliardi di sterline, Comcast vince l'asta.

### Filiali dirette
| Sky UK                                  | L'originale Sky Television plc, ora una holding. |
| Sky Subscriber Services                 | Società operativa per il servizio di televisione a pagamento Sky. |
| Sky In-Home Services                    | Installazioni domestiche di antenne satellitari e set-top box. |
| Sky Broadband e Sky Home Communications | Società operative per i servizi di connessione a banda larga e di telefonia di Sky, tra cui Be Un Limited. |
| Sky Ireland                             | Società che opera per il servizio pay-tv di Sky nella Repubblica d'Irlanda. |
| Sky Italia                              | Società che opera per il servizio pay-tv, telefonia fissa e rete broadband di Sky in Italia, San Marino e Città del Vaticano. |
| Sky Deutschland                         | Società che opera per il servizio pay-tv di Sky in Germania e Austria. |
| Sky Switzerland                         | Nel maggio 2017, Sky Deutschland ha acquisito Homedia, operatore della società svizzera di streaming Over the top Hollystar. Sky ha successivamente lanciato Sky Sport come servizio OTT in Svizzera, seguito da un servizio di intrattenimento OTT noto come Sky Show nel 2018. |
| Amstrad                                 | Società di elettronica britannica acquisita da Sky. |
| Now                                     | Un servizio di streaming on-demand e live presente nel Regno Unito, in Irlanda e in Italia, di proprietà di Sky. |
| Freesat from Sky                        | Un servizio gratuito di televisione satellitare simile a Freesat e Freeview. |
| The Cloud                               | Provider Wi-Fi acquisito da BSkyB. |
| Sky Studios                             | Sky Studios è una società di produzione fondata da Sky nel giugno 2019 con risorse dell'ormai defunta Sky Vision. |

### Joint venture
| Venture                       | Partecipazione (%) | Partner |
| ----------------------------- | ------------------ | --- |
| A&E Networks UK               | 50%                | A&E Networks. Gestisce i canali: Blaze, Sky History, Sky History 2, Lifetime e Crime+Investigation.                                       |
| Bad Wolf                      | Minoritaria        | HBO, BBC Studios |
| Sky Sports Racing             | 50%                | Arena Racing Company |
| GINX Esports TV               | 50%                | ITV |
| Jupiter Entertainment         | 60%                | |
| Nickelodeon UK                | 40%                | Paramount International Networks, una divisione del gruppo Paramount Global. Gestisce il canale Nickelodeon e i canali ad esso associati. |
| Love Productions              | 70%                | |
| Skybound Stories              | 50%                | Skybound Entertainment |
| Comedy Central (UK e Irlanda) | 25%                | Paramount British Pictures, parte di Paramount Global/National Amusements.                                                                |
| DTV Services                  | 20%                | Arqiva, BBC, Channel 4, ITV. Gestisce e commercializza il servizio del marchio Freeview.                                                  |

## Prodotti e servizi

### Televisione ad alta definizione (HDTV)
Sky ha ufficialmente lanciato il servizio HD, denominato Sky+ HD, il 22 maggio 2006. Prima del suo lancio, Sky sostenne che oltre 40.000 persone avevano già richiesto il servizio HD. Nella settimana prima del lancio, però, cominciarono a venire a galla alcuni problemi: sembrò infatti in un primo momento che Sky stesse avendo problemi di fornitura con il Set Top Box dal produttore Thomson. Il 18 maggio 2006, e per l'intera settimana prima del lancio, alcune persone sostennero che Sky aveva ormai rinviato tutte le installazioni previste. Infine, la BBC riportò che 17.000 clienti dovevano ancora ricevere l'installazione del proprio servizio a causa di mancata consegna.
Secondo i dati pubblicati da Sky, al 30 dicembre 2009 sono 2.082.000 gli abbonati al servizio Sky+ HD.

### Programmazione in 3D
Il 28 gennaio 2010, Sky ha annunciato la volontà di trasmettere programmi nella tecnologia 3D per il mese di aprile 2010. Come trampolino di lancio per il servizio i primi canali a lanciare sulla piattaforma sarebbero stati Sky Sports 3D e Sky Movies 3D. Sky in realtà aveva già sperimentato la trasmissione in 3D, trasmettendo in nove pub del Regno Unito e dell'Irlanda l'incontro di calcio tra l'Arsenal e il Manchester Utd

## Cronologia
| 1982              | Super Station Europe comincia le trasmissioni. |
| 1983              | Super Station Europe viene acquistata dall'imprenditore Rupert Murdoch. |
| 1984              | Super Station Europe cambia denominazione in Sky Channel. |
| 5 febbraio 1989   | Sky Television lancia i servizi DTH UK attraverso il satellite Astra. |
| 1990              | Gli abbonati di Sky Television raggiungono quota 1 milione. |
| Novembre 1990     | Nasce la British Sky Broadcasting, ottenuta dalla fusione delle società Sky Television e British Satellite Broadcasting |
| 1991              | I canali della British Sky Broadcasting cambiano nome; il canale televisivo Now si sdoppia in due canali: Sky News e Sky Arts, Galaxy diventa Sky One, The Sports Channel diventa Sky Sports.                                                                                              |
| Luglio 1992       | British Sky Broadcasting vende i satelliti British Satellite Broadcasting Marcopolo II alla Telenor. |
| 1992              | British Sky Broadcasting firma un contratto in esclusive per le dirette televisive della FA Premier League. |
| 31 dicembre 1992  | British Sky Broadcasting cede le sue trasmissioni al satellite Marcopolo I. |
| 1º settembre 1993 | Viene lanciato il pacchetto Sky Multichannel. Alcuni canali precedentemente gratuiti cominciano a criptare il proprio segnale. |
| Dicembre 1993     | British Sky Broadcasting vende i satelliti British Satellite Broadcasting Marcopolo I alla NSAB. |
| 1994              | Il 17% of British Sky Broadcasting viene quotata nella borsa di Londra e di New York. |
| 1994              | Vengono lanciati altri cinque canali, tra cui Sky Sports 2. |
| 1995              | Vengono lanciati altri sei canali, tra cui History Channel e Disney Channel. |
| 1996              | British Sky Broadcasting rinnova il contratto per la Premier League per 670 milioni di sterline. |
| 30 agosto 1998    | Il primo di una nuova generazione di satelliti Astra viene lanciato. Sky lancia il 1º ottobre. |
| 2001              | Sky raggiunge la quota di 5 milioni di abbonati. La trasmissione analogica viene interrotta e definitivamente abbandonata. |
| 2001              | Viene lanciato il servizio Sky+: un decoder in grado di registrare i canali della piattaforma. |
| 2003              | James Murdoch viene nominato come CEO, rimpiazzando Tony Ball. |
| 2003              | Sky raggiunge la quota di 7 milioni e mezzo di abbonati. |
| 2003              | British Sky Broadcasting acquista la serie televisiva 24 dalla Fox che fino a quel momento era stata trasmessa dalla BBC. |
| 2005              | Sky approda con la sua offerta anche su internet: i clienti possono scaricare film e sport direttamente dal loro computer di casa. Il servizio è totalmente gratuito. |
| 2006              | Sky HD avvia le trasmissioni il 22 maggio, con un'offerta di 10 canali in alta definizione. |
| 2006              | British Sky Broadcasting acquista Mykindaplace.com. |
| 2006              | British Sky Broadcasting acquista Aura Sports Ltd. |
| 2006              | British Sky Broadcasting partecipa alla gara per l'assegnazione delle frequenze sul digitale terrestre. |
| 2006              | British Sky Broadcasting acquista la terza e la quarta stagione della serie televisiva Lost (mentre prima veniva trasmessa da Channel 4. |
| 2007              | British Sky Broadcasting pianifica di lanciare canali a pagamento sulla televisione digitale terrestre. |
| 2007              | British Sky Broadcasting non rinnova il contratto alla Virgin Media per la trasmissione dei suoi canali sulla piattaforma Sky. |
| 2007              | British Sky Broadcasting sceglie la Amstrad come fornitore di decoder. |
| 10 novembre 2008  | British Sky Broadcasting annuncia di voler offrire la propria programmazione su internet, senza l'ausilio di ricevitori satellitari. |
| 17 febbraio 2009  | British Sky Broadcasting annuncia che provvederà alla sostituzioni di 90.000 Sky+HD dopo un errore tecnico che li ha resi inutilizzabili. I ricevitori verranno cambiati gratuitamente ed in più verranno regalati 3 mesi di HD gratis.                                                    |
| 28 gennaio 2010   | British Sky Broadcasting rivela la notizia del lancio di nuovi canali in 3D in aprile. Inoltre annuncia che il decoder Sky+HD sarà il nuovo decoder standard per ogni abbonato e il lancio sul mercato di un nuovo decoder con la capacità di registrare ben 240 ore di programmazione HD. |
| 2014              | Il 22 novembre British Sky Broadcasting cambia ragione sociale in Sky plc. |
| 2018              | Il 12 ottobre 2018 Sky plc cambia ragione sociale in Sky Group Limited. |

## Situazione finanziaria
| Anno           | Fatturato (£m) | Utile/(perdita) prima delle imposte (£m) | Utile netto/ (perdita)(£m) |
| -------------- | -------------- | ---------------------------------------- | -------------------------- |
| 30 giugno 2018 | 13,585         | 864                                      | 815                        |
| 30 giugno 2017 | 12,916         | 803                                      | 691                        |
| 30 giugno 2016 | 11,965         | 752                                      | 663                        |
| 30 giugno 2015 | 9,989          | 1,516                                    | 1,952                      |
| 30 giugno 2014 | 7,632          | 1,082                                    | 865                        |
| 30 giugno 2013 | 7,235          | 1,257                                    | 979                        |
| 30 giugno 2012 | 6,791          | 1,189                                    | 906                        |
| 30 giugno 2011 | 6,597          | 1,014                                    | 810                        |
| 30 giugno 2010 | 5,709          | 1,173                                    | 878                        |
| 30 giugno 2009 | 5,359          | 456                                      | 259                        |
| 30 giugno 2008 | 4,952          | 60                                       | (127)                      |
| 30 giugno 2007 | 4,551          | 815                                      | 499                        |
| 30 giugno 2006 | 4,148          | 798                                      | 551                        |
| 30 giugno 2005 | 4,048          | 631                                      | 425                        |
| 30 giugno 2004 | 3,656          | 480                                      | 322                        |
| 30 giugno 2003 | 3,186          | 128                                      | 190                        |
| 30 giugno 2002 | 2,776          | (1,276)                                  | (1,383)                    |
| 30 giugno 2001 | 2,306          | (515)                                    | (539)                      |
| 30 giugno 2000 | 1,847          | (263)                                    | (272)                      |
| 30 giugno 1999 | 1,545          | (389)                                    | (285)                      |
| 30 giugno 1998 | 1,434          | 271                                      | 249                        |
| 30 giugno 1997 | 1,270          | 314                                      | 288                        |
| 30 giugno 1996 | 1,008          | 257                                      | -                          |
| 30 giugno 1995 | 778            | 155                                      | -                          |
| 30 giugno 1994 | 550            | 93                                       | -                          |
| 30 giugno 1993 | 380            | (76)                                     | -                          |
| 30 giugno 1992 | 233            | (188)                                    | -                          |
| 30 giugno 1991 | 93             | (759)                                    | -                          |

## Sky Originals
Le produzioni originali Sky includono le seguenti serie:
- 100 Code
- 1992
- 1993
- 1994
- Babylon Berlin
- Britannia
- Chernobyl
- Das Boot
- Diavoli
- Dov'è Mario?
- Fortitude
- Gomorra - La serie
- Il miracolo
- In Treatment
- Le avventure di Hooten & the Lady
- Patrick Melrose
- Petra
- Quo vadis, baby?
- Riviera
- Romanzo criminale - La serie
- The Last Panthers
- The Tunnel
- The Young Pope
- Tin Star
- The New Pope
- Romulus
- ZeroZeroZero
- Il Re